# Gonimbrasia tyrrhea
Gonimbrasia tyrrhea är en fjärilsart som beskrevs av Pieter Cramer 1776. Gonimbrasia tyrrhea ingår i släktet Gonimbrasia och familjen påfågelsspinnare. Inga underarter finns listade i Catalogue of Life.

## Bildgalleri

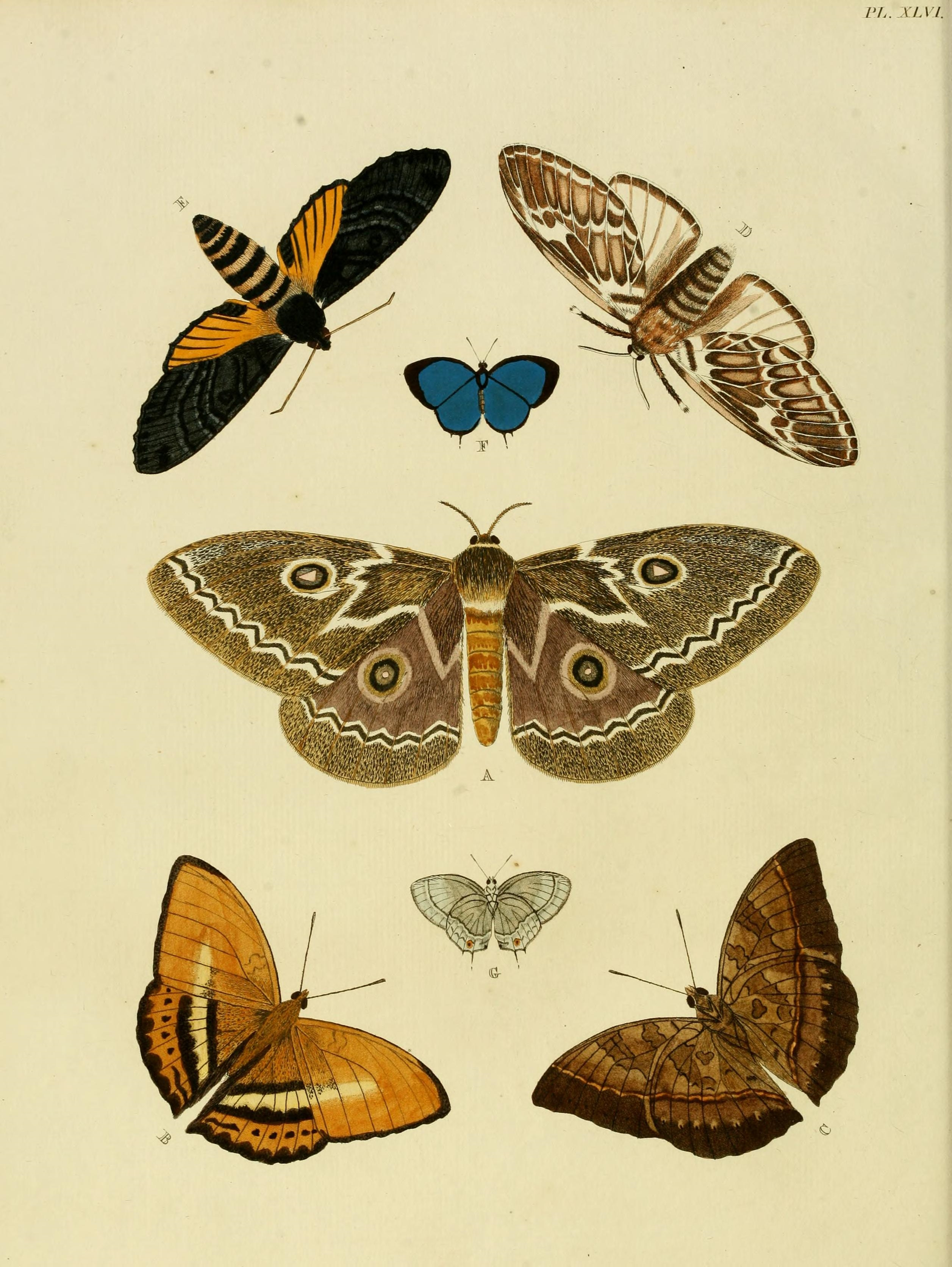
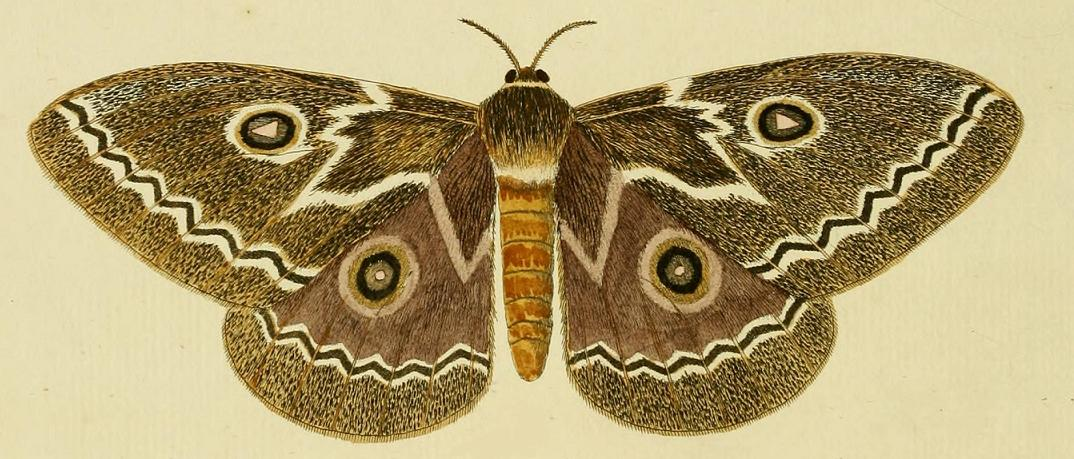